# Strojnogłowik szarobrewy
Strojnogłowik szarobrewy, zaroślak szaropręgi (Arremon assimilis) – gatunek małego ptaka z rodziny pasówek (Passerellidae). Opisany po raz pierwszy w 1840. Takson ten był dawniej zaliczany do gatunku Arremon torquatus (strojnogłowik obrożny), którego zasięg występowania rozciągał się od Kostaryki do północnej Argentyny. Z A. torquatus wyodrębniono osiem gatunków, z których strojnogłowik szarobrewy ma największy zasięg występowania – od zachodniej Wenezueli do południowego Peru. Jest gatunkiem najmniejszej troski.

## Systematyka
Gatunek ten po raz pierwszy zgodnie z zasadami nazewnictwa binominalnego opisał Auguste Boissonneau, nadając mu nazwę Tanagra (Arremon, Vieillot; Embernagra Lesson) assimilis. Opis ukazał się w 1840 roku w „Revue Zoologique, par la Société Cuvierienne”. Jako miejsce typowe autor wskazał Santa Fe de Bogota w Kolumbii. Dawniej strojnogłowik szarobrewy umieszczany był w rodzajach Buarremon lub Atlapetes. Obecnie zaliczany jest do rodzaju Arremon. Zaliczany był do gatunku Arremon torquatus, który to takson podzielono na aż 8 gatunków: strojnogłowik szarobrewy, strojnogłowik szaropręgi (A. costaricensis), strojnogłowik kolumbijski (A. basilicus), strojnogłowik górski (A. perijanus), strojnogłowik obrożny (A. torquatus), strojnogłowik wyżynny (A. atricapillus), strojnogłowik płowy (A. phaeopleurus) i strojnogłowik nadbrzeżny (A. phygas).
Wyróżnia się cztery podgatunki:
- A. a. larensis (Phelps, WH & Phelps, WH Jr, 1949) – strojnogłowik stokowy[4]
- A. a. assimilis (Boissonneau, 1840) – strojnogłowik szarobrewy[4]
- A. a. nigrifrons (Chapman, 1923)
- A. a. poliophrys (Berlepsch & Stolzmann, 1896).

W 2022 roku Buainain et al. w oparciu o badania filogenetyczne zasugerowali podniesienie A. a. larensis do rangi gatunku.

### Etymologia
- Arremon: gr. αρρημων arrhēmōn, αρρημονος arrhēmonos „cichy, bez mowy”, od negatywnego przedrostka α- a-; ῥημων rhēmōn, ῥημονος rhēmonos „mówca”, od ερω erō „będę mówić”, od λεγω legō „mówić”[13].
- assimilis: łac. assimilis – podobny, bliźniaczy[14]

## Morfologia
Nieduży ptak ze średniej wielkości, wydłużonym i grubym dziobem w kolorze czarnym. Tęczówki ciemne, kasztanowobrązowe. Nogi od różowo-szarych do szarych. Brak dymorfizmu płciowego. Góra głowy i twarz czarne z szarymi szerokimi paskami brwiowymi dochodzącymi do szyi i wąskim paskiem centralnie na szczycie głowy. Gardło, podgardle i podbródek białe, mocno kontrastują z głową. Górna część ciała, skrzydła i ogon oliwkowozielone. Białawe lub jasnoszare upierzenie brzucha przechodzi w ciemniejsze szarooliwkowe na bokach. Młode osobniki są bardziej matowe od dorosłych, dolne części ciała płowe, a skrzydła i ogon matowobrązowe. Podgatunek A. a. nigrifrons ma szarawy, mało wyraźny pasek na szczycie głowy oraz mniejsze paski brwiowe. A. a. larensis ma czarną obwódkę piersiową. A. a. poliophrys jest podobny do omawianego wcześniej i szerszy pasek brwiowy oraz nieco ciemniejsze ubarwienie części górnych ciała. Długość ciała z ogonem: 19–20 cm.

## Zasięg występowania
Podgatunki strojnogłowika szarobrewego występują:
- A. a. larensis – w Andach zachodniej Wenezueli w stanach Táchira i Lara,
- A. a. assimilis – w Andach zachodniej Wenezueli (stan Mérida) i Kolumbii na południe po Andy północno-zachodniego Peru (regiony Cajamarca i Amazonas),
- A. a. nigrifrons – w południowo-zachodnim Ekwadorze (prowincje El Oro i Loja) i w północno-zachodnim Peru od regionu Piura na południe do regionu La Libertad,
- A. a. poliophrys – w strefie umiarkowanej Andów w środkowym i południowym Peru (regiony Huánuco, Junín, Cuzco i Puno).

Jest gatunkiem osiadłym. Jego zasięg występowania według szacunków organizacji BirdLife International obejmuje 2,33 mln km².

## Ekologia
Głównym habitatem strojnogłowika szarobrewego jest runo leśne i podszyt wilgotnego lasu górskiego, zwłaszcza w pobliżu jego obrzeży; występuje na wysokościach od 1500 do 3600 m n.p.m., inne źródła podają górną granicę występowania jako 3300 m n.p.m. Brak informacji o diecie tego gatunku. Wiadomo tylko, że żeruje na ziemi, przeszukując dziobem ściółkę. Występuje zazwyczaj pojedynczo lub w parach. Długość pokolenia jest określana na 3,8 lat.

### Rozmnażanie
Niewiele wiadomo o rozmnażaniu tego gatunku. Podloty obserwowano: w departamencie Cauca w Kolumbii w czerwcu, w Ekwadorze w sierpniu (północno-zachodnia część kraju), lipcu (El Oro) i wrześniu (Loja), a w Peru w sierpniu (Amazonas), czerwcu (Huánuco) i listopadzie (Puno).

## Status
W Czerwonej księdze gatunków zagrożonych IUCN strojnogłowik szarobrewy jest klasyfikowany jako gatunek najmniejszej troski (LC – Least Concern). Liczebność populacji nie została oszacowana, ale jej trend jest uznawany za spadkowy ze względu na niszczenie siedlisk. Gatunek określany jest jako niepospolity.